# Euxoa ambigua
Euxoa ambigua là một loài bướm đêm trong họ Noctuidae.